# 21575 Падманабган
21575 Падманабган (21575 Padmanabhan) — астероїд головного поясу, відкритий 14 вересня 1998 року.
Тіссеранів параметр щодо Юпітера — 3,336.